# ريل نتووركس
ريل نتووركس (بالإنجليزية: RealNetworks)‏ هي شركة برمجيات مقرها في مدينة سياتل في الولايات المتحدة، وهي المطور لبرنامج ريل بلاير. الشركة هي موفر لخدمات وبرامج توصيل الوسائط المتدفقة عبر الإنترنت. كما توفر الشركة خدمات ترفيهية عبر الإنترنت تعتمد على الاشتراك وخدمات ترفيهية ورسائل متنقلة.

## وصلات خارجية
- الموقع الرسمي